# Essendon Football Club
Essendon Football Club – klub futbolu australijskiego występujący w ogólnokrajowej lidze AFL. Klub noszący przydomek "the Bombers" (Bombowce) został założony w 1872 roku jako reprezentant dzielnicy Essendon w Melbourne. Obecnie jest zaliczany do najpopularniejszych tak w mieście, jak i całym kraju.
Klub rozgrywa domowe mecze na dwóch stadionach: 
- Melbourne Cricket Ground – mogącym pomieścić 100.000 widzów;
- Stadion Docklands – 56.000 widzów.

## Wczesne lata
Istnieją rozbieżności co do roku założenia klubu. Pod uwagę brane są trzy lata: 1871, 1872 i 1873. Najwięcej dowodów przemawia jednak za rokiem 1872. Niemniej pierwszy oficjalny mecz został rozegrany 7 czerwca 1873 roku przeciwko drużynie Carlton FC.
W 1897 roku, Essendon FC wraz z siedmioma innymi drużynami utworzył Victorian Football League (VFL), która w 1990 roku zmieniła nazwę na Australian Football League (AFL). Essendon FC przeszedł do historii jako pierwszy zdobywca tytułu mistrzowskiego.

## Rywale
Za największych rywali Essendon FC uważa się: Collingwood FC, z którym od 1995 roku rozgrywa najpopularniejszy mecz w sezonie regularnym, tzw. ANZAC Day Clash; Carlton FC, Richmond FC i Hawthorn FC. Mecze z tymi drużynami zawsze gromadzą olbrzymią liczbę widzów, oscylującą między 60 a 90 tysiącami.

## Barwy klubowe i nazwa
Oficjalnymi barwami klubu są: czerń i czerwień. Tradycyjnie koszulki koloru czarnego są przedzielone ukośnym czerwonym pasem. 
W dzielnicy Essendon mieści się olbrzymie lotnisko, które często w trakcie II wojny światowej było wykorzystywane przez australijskie siły powietrzne. Stąd też przydomek klubu the Bombers – Bombowce.

## Sukcesy
- Mistrzostwo ligi: (16 – rekord wraz z Carlton FC)

1897 1901 1911 1912 1923 1924 1942 1946 1949 1950 1962 1965 1984 1985 1993 2000
- Wicemistrzostwo ligi: (19)

1898 1902 1908 1941 1943 1947 1948 1951 1952 1953 1954 1955 1956 1957 1959 1968 1983 1990 2001